# Tekokota
Tekokota é uma das ilhas do arquipélago de Tuamotu-Gambier, pertencente ao Taiti.